# Wendeltreppe

Wendeltreppe im Neuen Museum Nürnberg

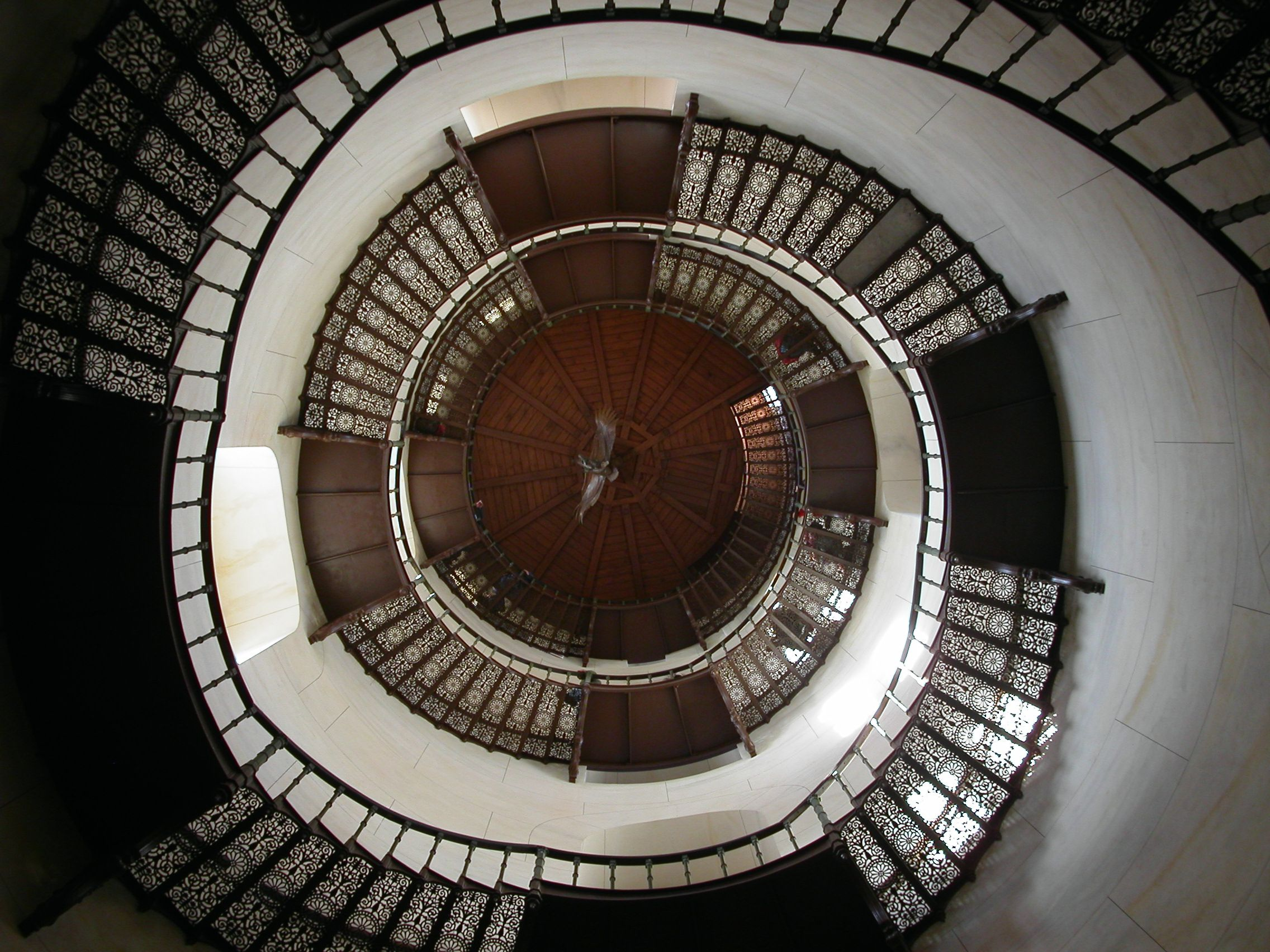
Gusseiserne Treppenstufen im Jagdschloss Granitz

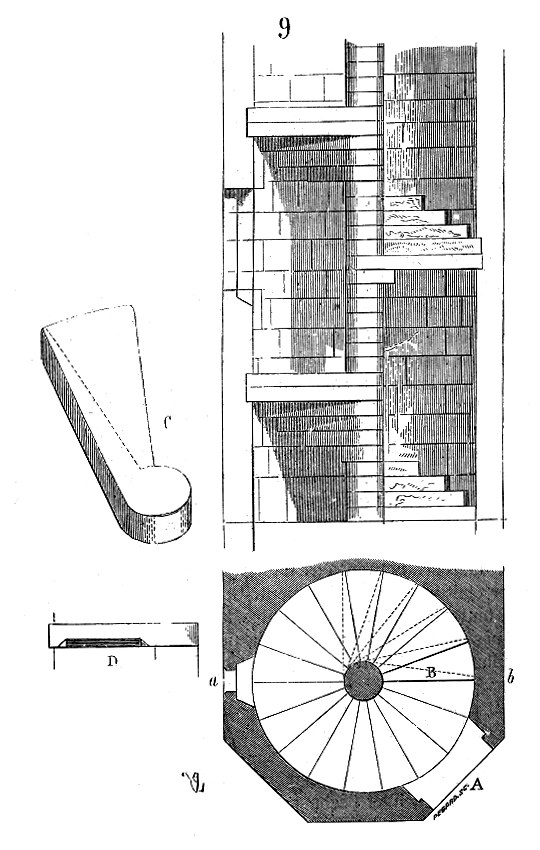
Schnitt und Grundriss einer historischen Spindeltreppe in Massivbau-Konstruktion

Hochaufragende Wendeltreppe an der Chorwand der Paulskirche in München

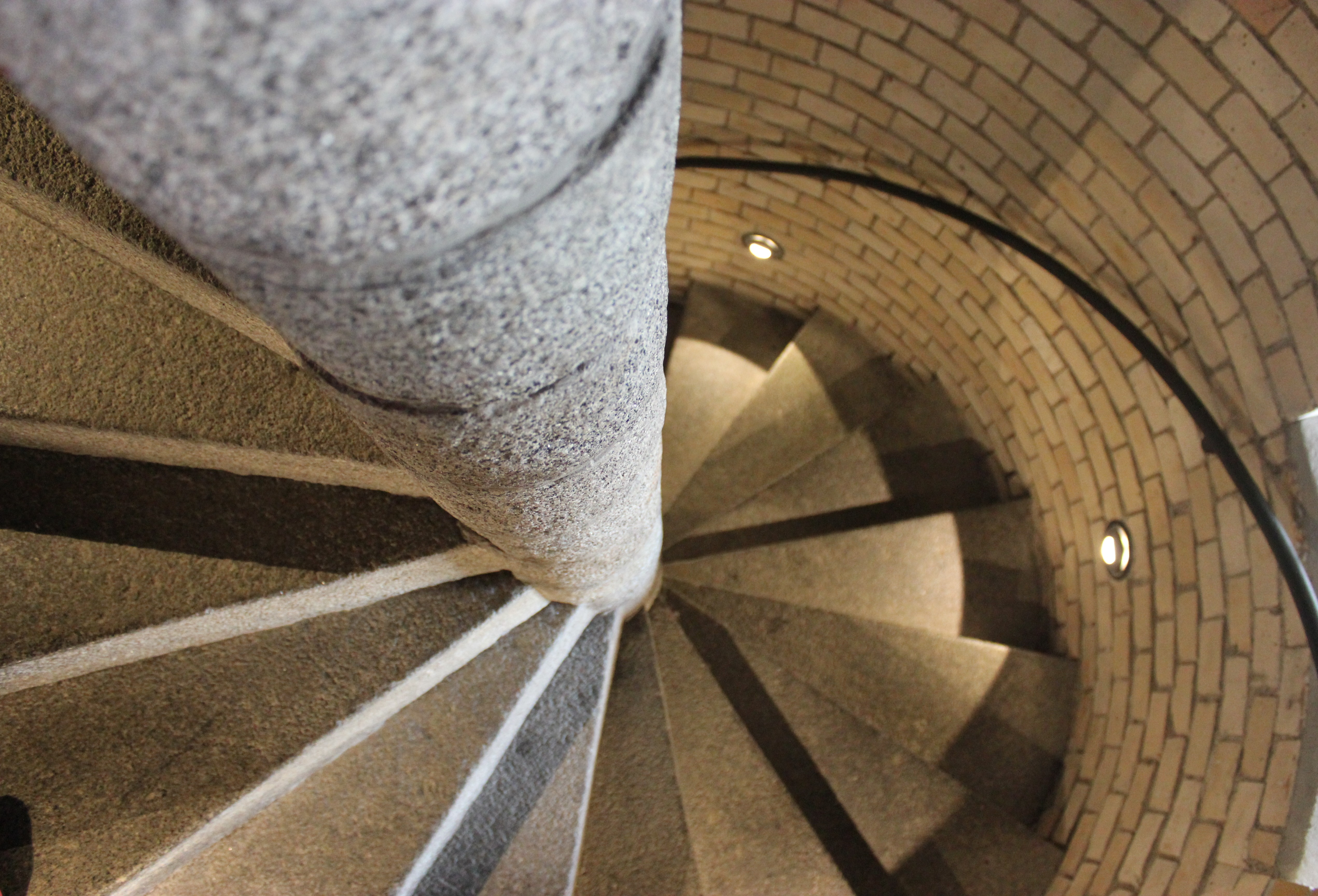
Die Spindeltreppe der Marktkirche Unser Lieben Frauen in Halle (Saale)

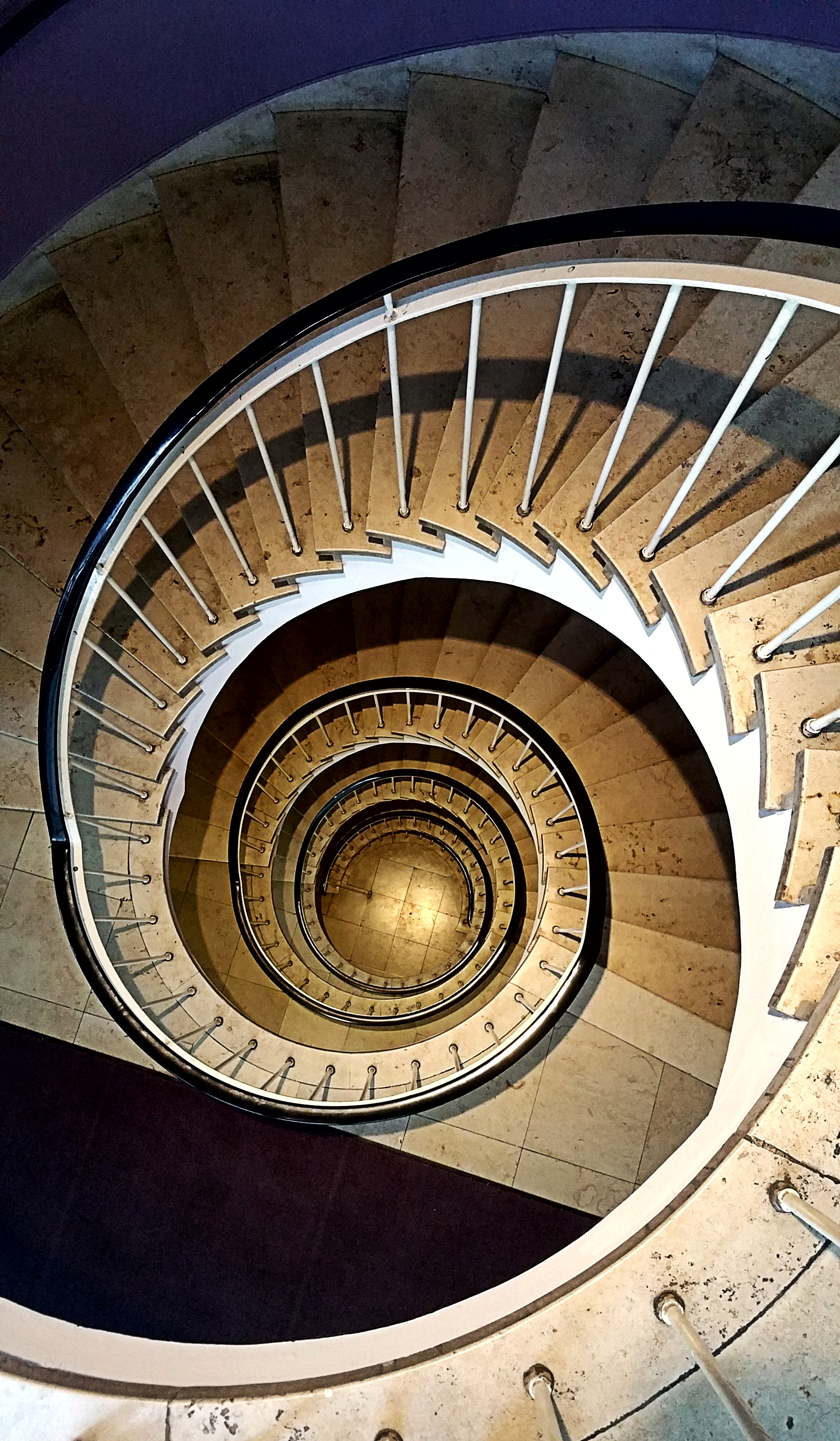
Treppe in historischem Gebäude in der Münchner Altstadt

Eine Wendeltreppe (seltener Wendelstiege), in der Schweiz und alemannisch Schnegge bzw. Schnecke, ist eine gewendelte Treppenform (von Wendel „schraubenförmige Struktur“), bei der die Wegführung einer Helix entspricht. Eine Wendeltreppe windet sich schraubenförmig um ein zentrales Treppenauge, das auch als Hohl- oder Lichtspindel bezeichnet wird. Eine solche Treppe wird auch Hohltreppe genannt.
Wird die Treppe durch eine zentrale Säule (oder Spindel) getragen, spricht man von einer Spindeltreppe. Die Treppenspindel kann sich aus zylindrischen Teilen der einzelnen Stufen zusammensetzen, oder es kann sich um eine durchgehende Säule handeln, an der die Stufen im Nachhinein befestigt sind. Die meisten Spindeltreppen sind heute aus Stahl gefertigt; mögliche andere Materialien waren und sind Naturstein, Betonwerkstein, Gusseisen oder Holz.
Eine doppelläufige Wendeltreppe ist eine zweiarmige Wendeltreppe, bei der die Antritte und Austritte der Treppenarme um 180° versetzt liegen. Die Treppenläufe sind teilweise übereinander angeordnet (vgl. Doppelhelix). Die bekannteste doppelläufige Wendeltreppe befindet sich im Loireschloss Chambord. Die Erfindung dieser Treppenform wird Leonardo da Vinci zugeschrieben. Ein Beispiel aus neuerer Zeit ist die Treppe zur Aussichtsplattform des Killesbergturmes in Stuttgart.

## Geschichte
Die Treppenform wurde in der Vergangenheit vor allem aufgrund des geringen Platzbedarfs gewählt. Häufig wurden Wendeltreppen bei Turmbauten eingesetzt, da sie der runden Turmgeometrie folgten. Sie kamen in Burgen und Schlössern, Kirchtürmen, Minaretten und Ehrensäulen zum Einsatz. Die ältesten bekannten Beispiele befinden sich im ca. 480 v. Chr. errichteten Tempel A der griechischen Kolonie Selinunt auf Sizilien, dessen Eingang zur Cella von zwei Wendeltreppen flankiert war. In Burgen sind Wendeltreppen meist – von unten aus betrachtet – rechtsherum gewendelt. War die Wendeltreppe dem Gebäude vorgestellt, so wurde dieser Treppenturm auch Wendelstein genannt. Eine besondere Form einer Wendeltreppe ist die Reitschnecke, die für das Hochziehen von schweren Geschützen bzw. zum Reiten, zumeist innerhalb von Festungen, angelegt wurden.
Heute kommt der wesentliche Vorteil dieser Treppenform, die Platzersparnis, nicht mehr zum Tragen. Die Bauordnungen beschränkten die Anzahl der Stufen eines Treppenlaufes aus Sicherheitsgründen. So werden Treppenpodeste notwendig, die einen Bruch der kontinuierlichen Schraubenform darstellen. Aufgrund gestiegener Sicherheits- und Komfortbedürfnisse, aber auch aus Gründen der Rationalisierung (orthogonale Grundrisse) wird heute anderen Treppenformen der Vorzug gegeben.
Heute werden Wendeltreppen vor allem dort eingesetzt, wo sie nicht den Anforderungen an eine notwendige Treppe genügen müssen. Das ist häufig in kleineren Wohngebäuden der Fall. In repräsentativen Gebäuden, bei denen mehr Fläche zur Verfügung steht, werden ausladende Wendeltreppen als gestalterische Elemente etwa in Foyerräumen eingesetzt.
Eine skulpturale Wirkung können insbesondere freistehende Wendeltreppen haben, die etwa dem Gebäude vorgestellt und über Brücken mit ihm verbunden sind.

## Baurechtliche Anforderungen
Aufgrund der zur Mitte hin abnehmenden Stufenbreite und der Notwendigkeit, im Kreis zu laufen, erfordert das Begehen einer Wendeltreppe eine höhere Aufmerksamkeit.
Die Personenrettung, insbesondere, wenn verletzte Personen auf einer Tragbahre oder einem Rettungsstuhl transportiert werden müssen, ist auf einer engen Wendeltreppe nur mit Einschränkungen möglich.
Wendeltreppen als Notwendige Treppen und Fluchtwege
- Die Bundesanstalt für Arbeitsschutz gibt an: „Als Flucht- und Rettungswege gelten grundsätzlich nur Treppen mit geraden Läufen. Wendeltreppen und Spindeltreppen sind nur im zweiten Fluchtweg ausnahmsweise in begründeten Einzelfällen zulässig, wenn die Ergebnisse der Gefährdungsbeurteilung deren sichere Benutzung im Gefahrenfall erwarten lassen.“
- Nach der BGI/GUV-I 561 Information Treppen der Deutschen Gesetzlichen Unfallversicherung (DGUV)[5] sind Wendeltreppen nicht als erster Fluchtweg zulässig. Als zweiter Fluchtweg sind sie zulässig, wenn eine Gefährdungsbeurteilung deren sichere Benutzung im Gefahrenfall erwarten lässt (siehe ASR A2.3). In Schulen und Kindertageseinrichtungen sind Spindeltreppen als notwendige Flucht- und Rettungswege nicht zulässig.

## Trivia
- In Augsburg gibt es im Kastenturm beim Wasserwerk am Roten Tor eine Sonderform der Wendeltreppe. Diese gegenläufige Wendeltreppe wurde vom damaligen Stadtbaumeister Caspar Walter (Amtszeit: 1701–1769) erbaut.
- In der Burg von Graz gibt es eine – „Versöhnungsstiege“ genannte – Doppelwendeltreppe: Getrennte Treppenläufe führen wieder zusammen.
- In Paris führen Wendeltreppen zur Station Abbesses (Métro Paris) der Linie 12.
- Umgangssprachlich werden Wendeltreppen auch als spiralförmig beschrieben. Geometrisch trifft dies nicht zu, da eine Spirale durch einen stetig veränderten Radius definiert ist. Die Steigung einer Wendeltreppe ist demgegenüber kein zwingendes Wesensmerkmal einer Spirale. Es gibt nur wenige Wendeltreppen, die tatsächlich spiralförmig gestaltet sind. Eine solche Sonderform ist die Münchner Treppe, bei der das Treppenauge nicht zylinderförmig ist, sondern sich wie ein auf der spitzen Seite stehender Kegelstumpf nach oben aufweitet.[6]

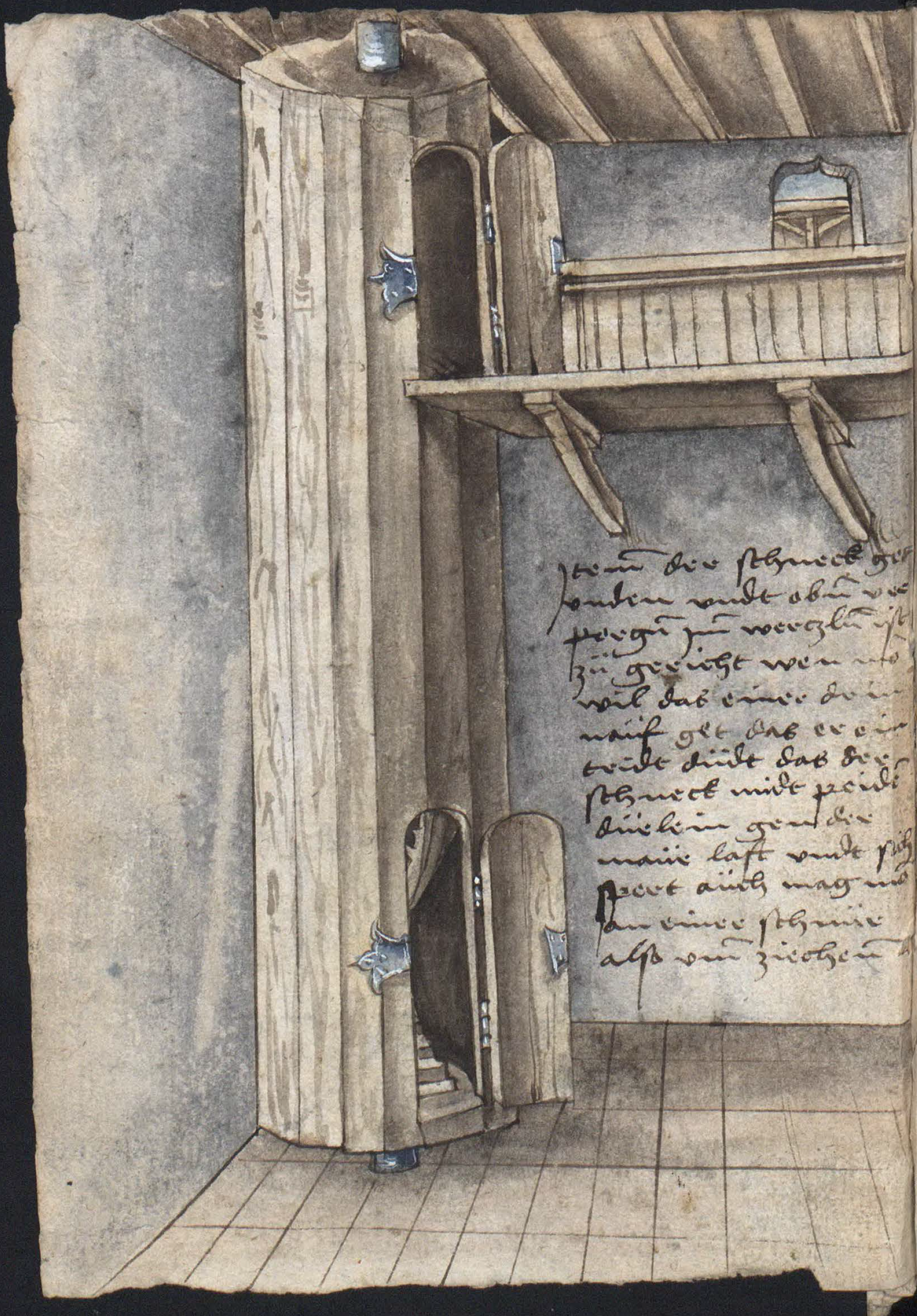
Wendeltreppe mit drehbar gelagertem Treppenhaus als Geheimtreppe im Löffelholz-Codex von 1505
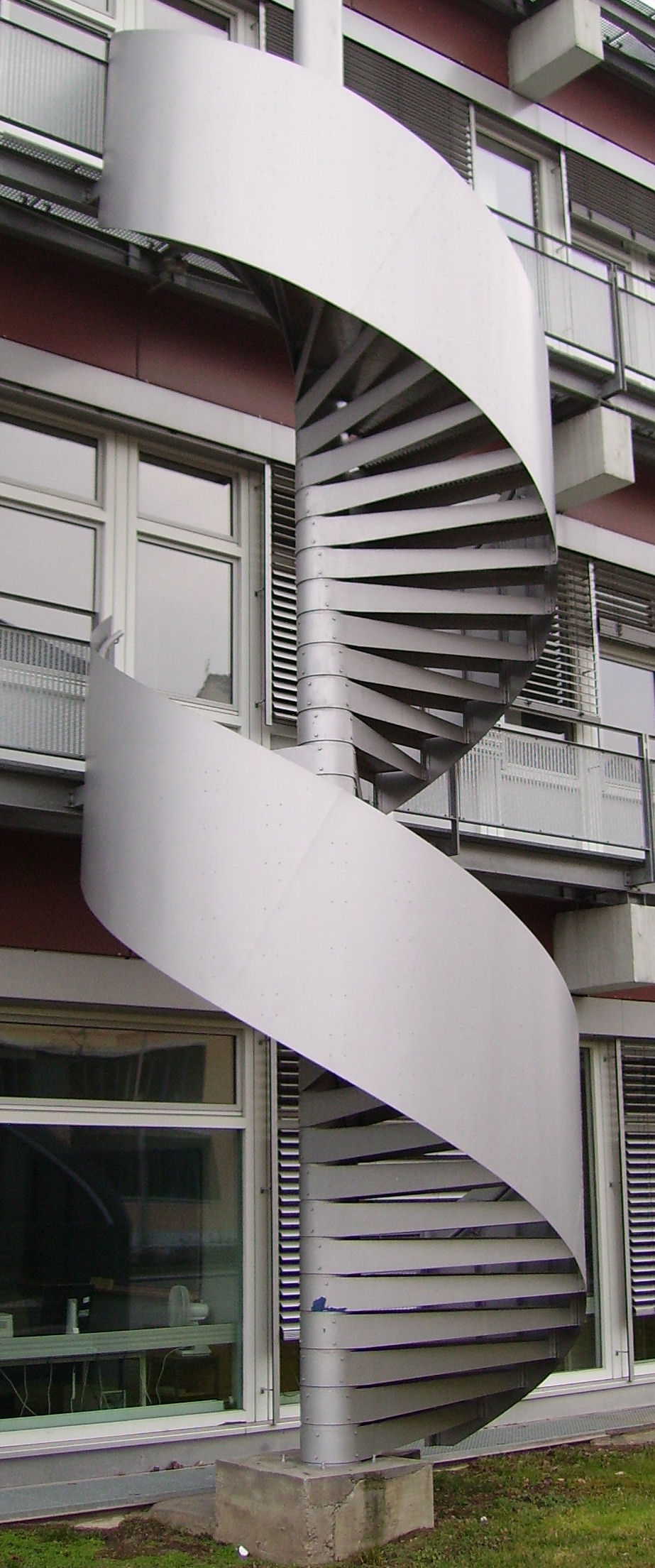
Rettungstreppe mit Spindel
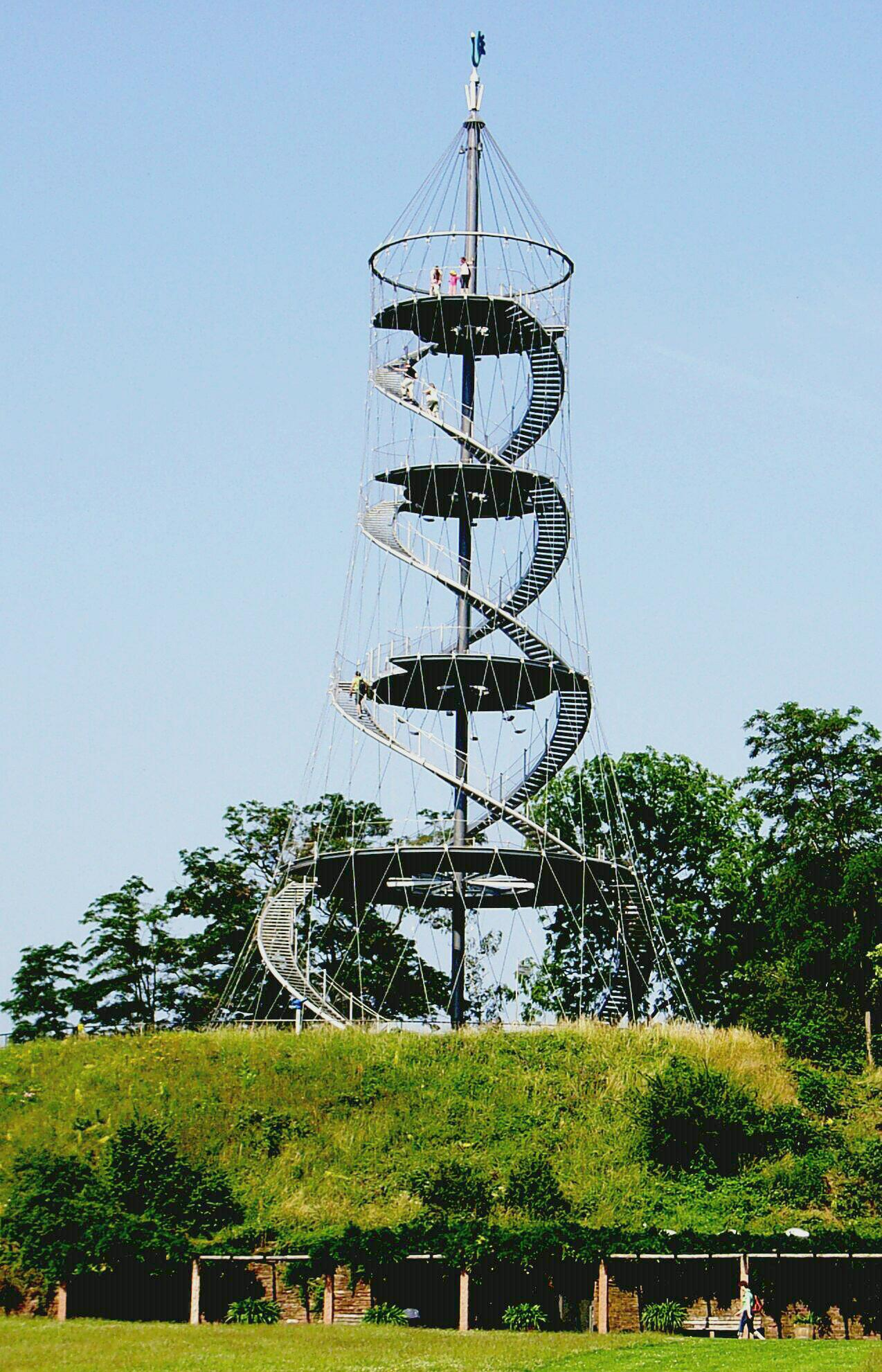
Doppelläufige Wendeltreppe (Killesbergturm)
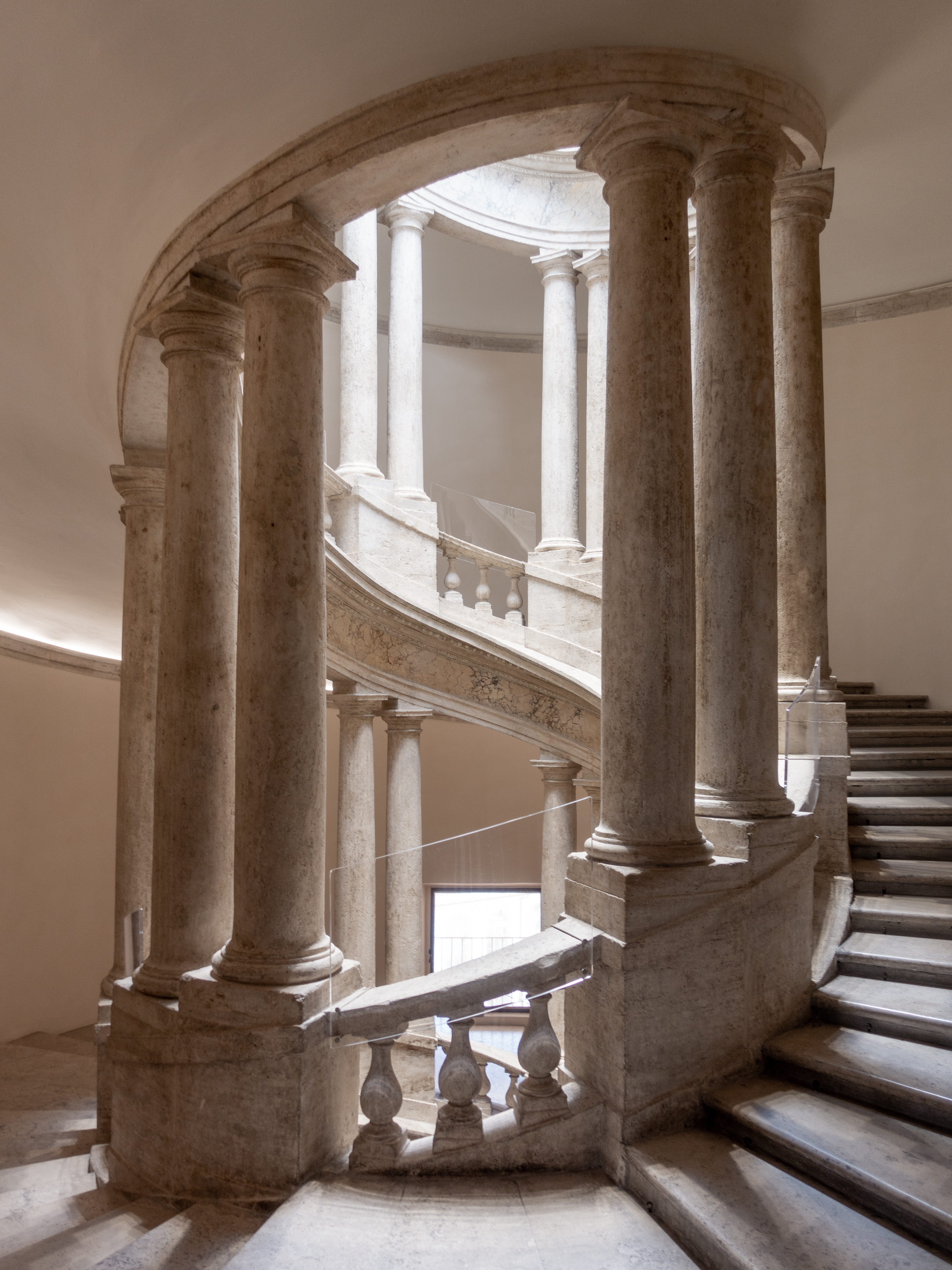
Wendeltreppe von Ottaviano Nonni im Quirinalspalast in Rom
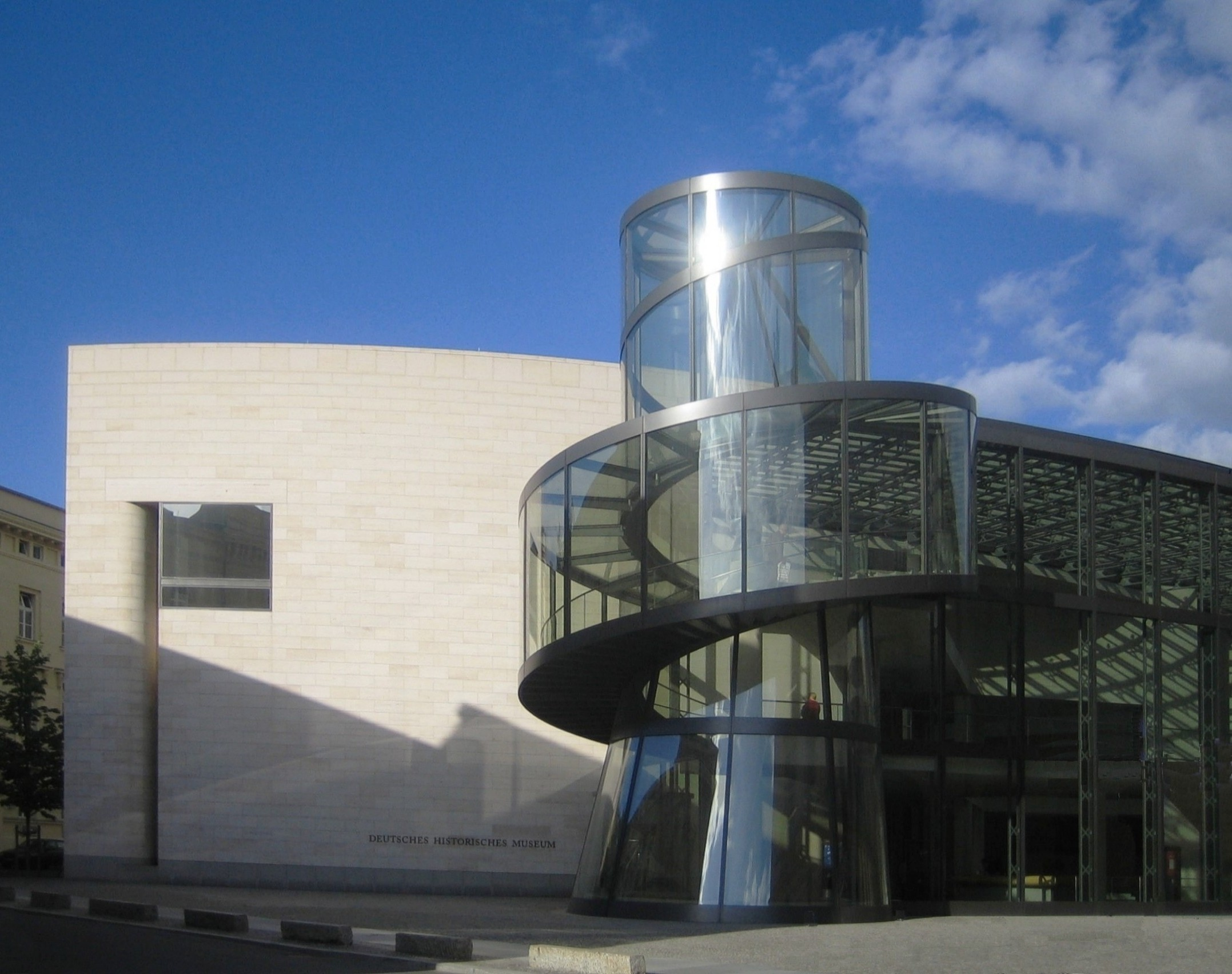
Offene Treppe im Ausstellungsbau des Deutschen Historischen Museums
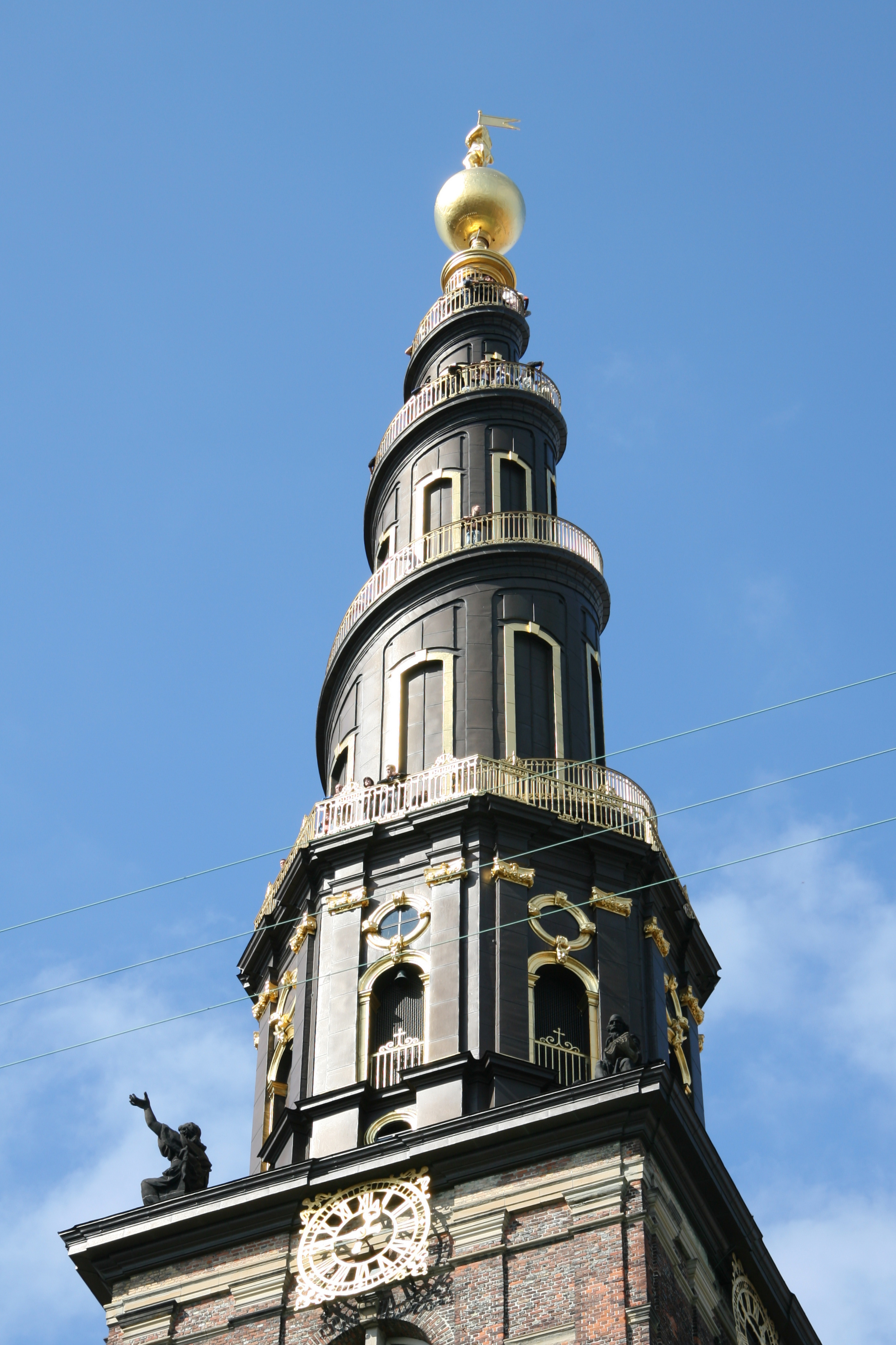
Erlöserkirche in Kopenhagen mit Wendeltreppe außen
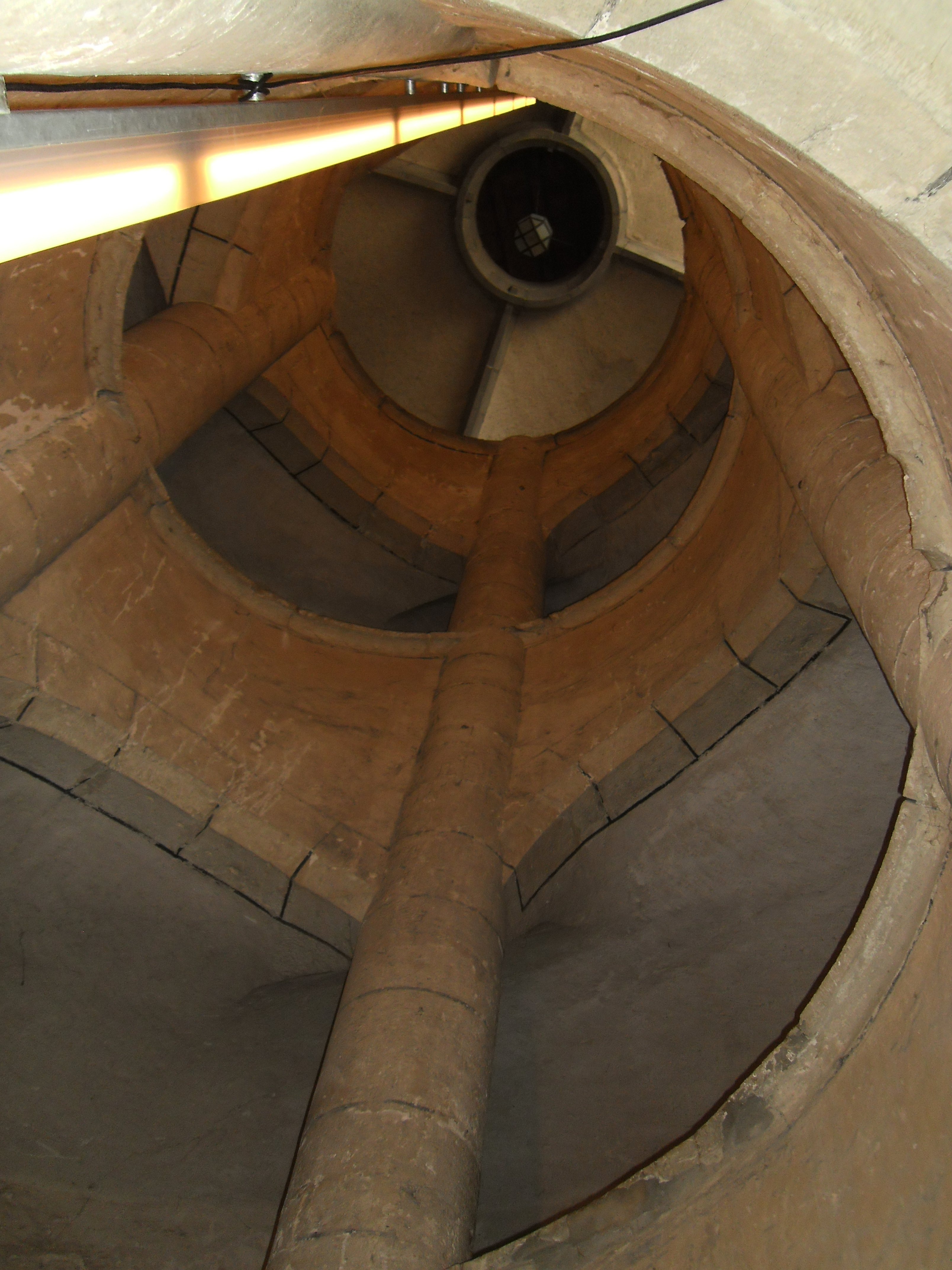
Reitschnecke im Munot
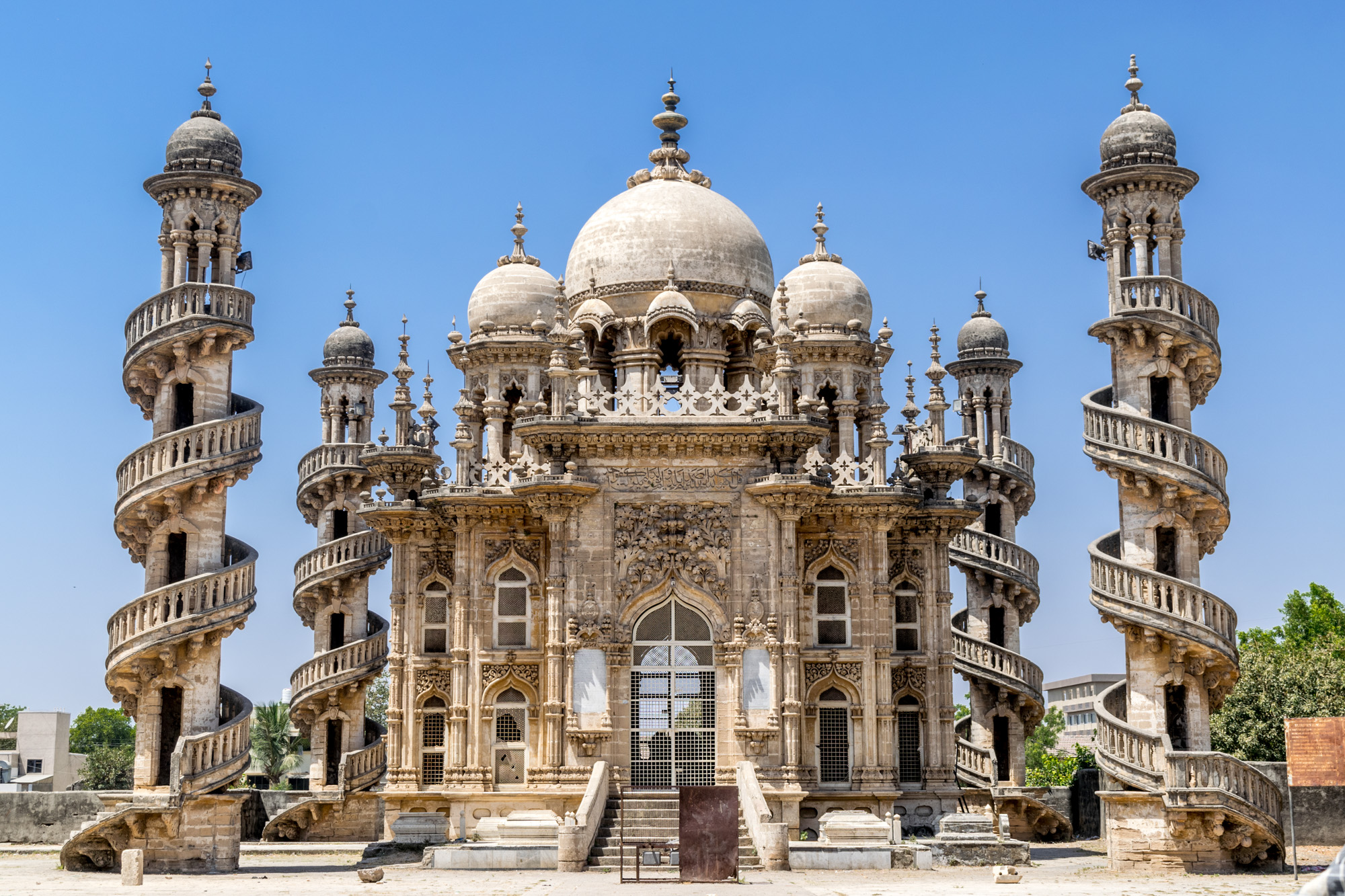
Außenwendeltreppen in Junagadh, Indien